# Pseudoclithria rugosa
Pseudoclithria rugosa är en skalbaggsart som beskrevs av Hermann Rudolph Schaum 1848. Pseudoclithria rugosa ingår i släktet Pseudoclithria och familjen Cetoniidae. Inga underarter finns listade i Catalogue of Life.